# Peshtan
Peshtan – wieś położona w południowo-wschodniej części Albanii w gminie Qendër Leskovik. Wieś znajduje się 135 kilometrów od stolicy państwa, Tirany.